# Nothocyon
Nothocyon è un genere estinto di mammiferi carnivori che vissero in Nord America durante l'Oligocene superiore.
Quando furono ritrovati i primi fossili, numerose specie di animali, della famiglia Canidae furono assegnati al genere Nothocyon, in seguito nuovi ritrovamenti hanno mostrato che la  specie tipo di Nothocyon, N. geismarianus, è maggiormente collegabile agli orsi. Le altre specie sono state riassegnate ad altri generi come Cormocyon.